# موتور دوسیلندر خطی

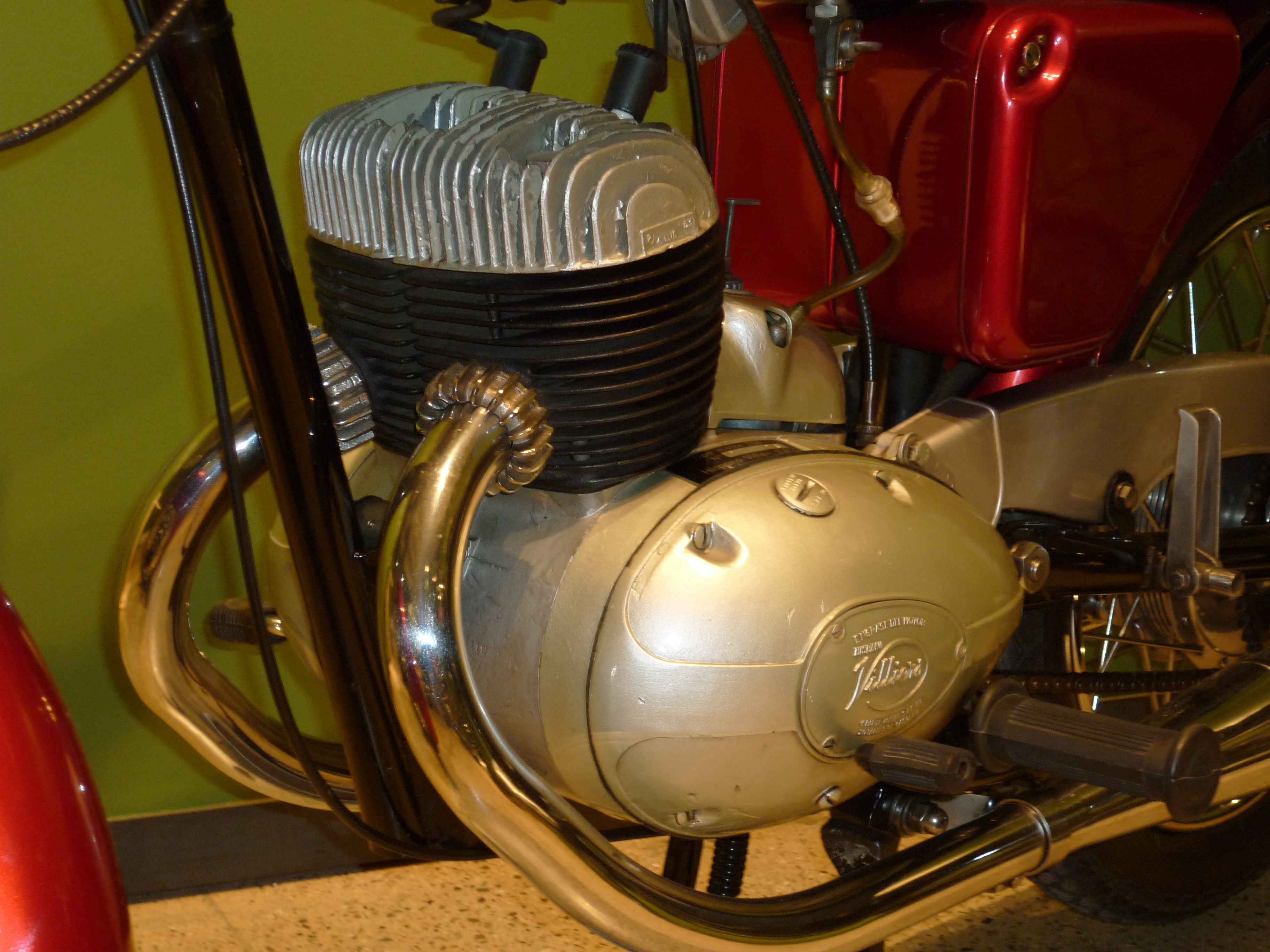

موتور دو سیلندر خطی (انگلیسی: Straight-twin engine که به‌طور خلاصه تر ال۲ یا آی۲ هم نامیده می‌شود) یک نوع موتور درون‌سوز است که دارای دو سیلندر (موتور) است که در کنار هم به صورت خطی قرار گرفته‌اند.